# Hygropoda
Hygropoda là một chi nhện trong họ Pisauridae.